# Fattoria della Grancia
La Fattoria della Grancia è un complesso rurale fortificato situato nella parte sud-orientale del territorio comunale di Grosseto, su una modesta altura che domina la riva sinistra del fiume Ombrone. Da il nome all'omonima località.

## Storia
Il complesso sorse in epoca medievale come monastero benedettino dedicato a Santa Maria de' Monti, alle dipendenze della non lontana abbazia di San Rabano sui monti dell'Uccellina.
Tra il XIV secolo e il XV secolo iniziò la trasformazione dell'originario complesso monastico in fattoria fortificata (grangia) che, in epoca rinascimentale, passò alle dipendenze dello Spedale di Santa Maria della Scala di Siena; nel tardo XVI secolo i Medici cedettero il complesso all'ospedale della Misericordia di Grosseto, mentre la gestione fu dei francescani.
Verso la metà del XVIII secolo furono abbandonati, sia la fattoria che il convento attiguo; si determinò, quindi, un periodo di declino e di degrado per l'intero complesso.
Nel corso del XIX secolo i baroni Ricasoli di Firenze acquistarono la struttura e la trasformarono nell'attuale fattoria appoderata, introducendo la mezzadria.

## Descrizione
La fattoria della Grancia si presenta come un imponente complesso che si sviluppa su tre ali (due laterali minori a nord e a sud ed una centrale maggiore a ovest), che chiudono su 3 lati l'ampio cortile interno dove sorge la cappella di Santa Maria a Grancia; l'intera struttura si sviluppa su tre livelli.
Pur nel suo evidente aspetto di fattoria fortificata ed imponente, il complesso si presenta in linee sobrie e semplici che ricordano sia l'origine rinascimentale della grangia, che le ristrutturazioni avvenute nel corso del XIX secolo per recuperarlo dallo stato di abbandono; le strutture murarie si presentano completamente rivestite in intonaco.
La fattoria della Grancia ospita l'Archivio della riforma fondiaria.

## Galleria d'immagini

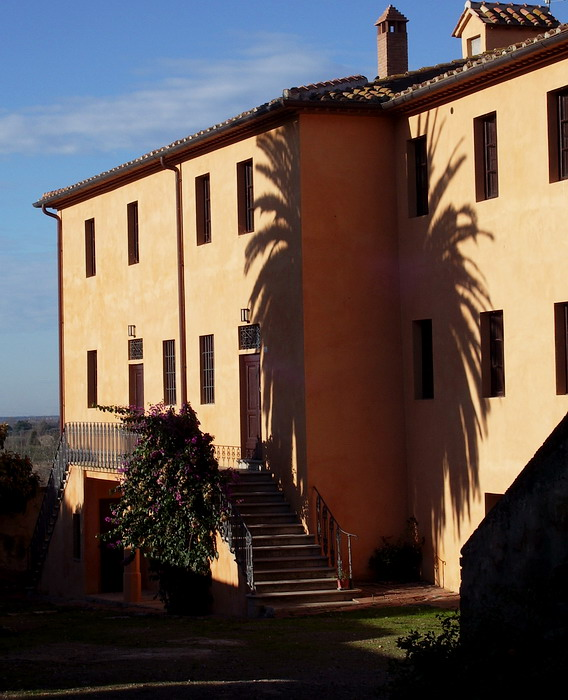
Lato sud esterno
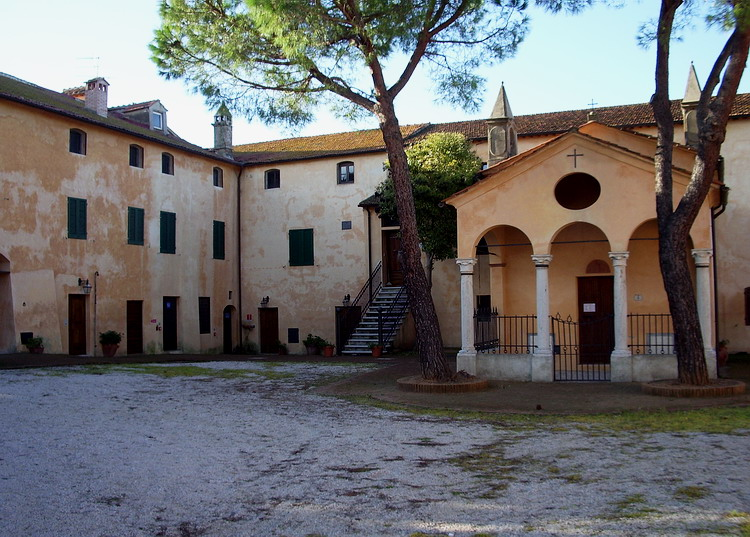
Cortile interno con la chiesa
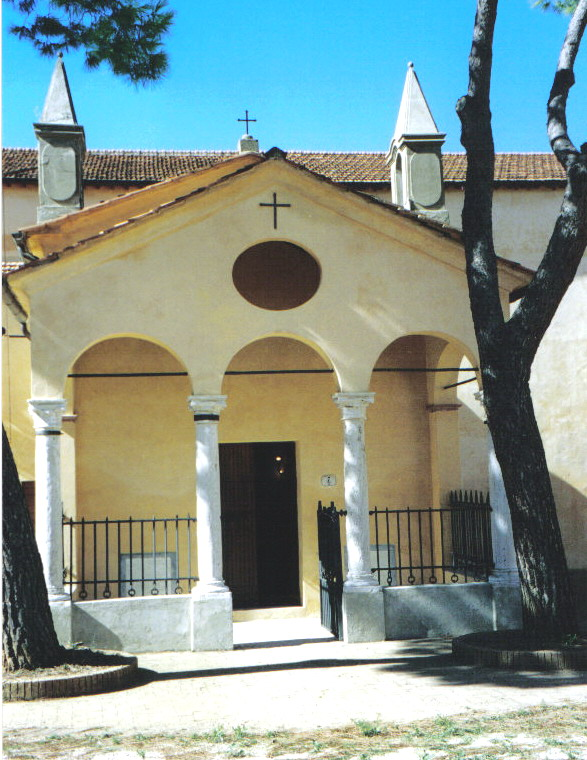
Cappella di Santa Maria